# Hayden Planetarium
40°46′53″N 73°58′24″V / 40.78139°N 73.97333°V
Hayden Planetarium er et offentligt planetarium i USA, som er en del af Rose Center for Earth and Space på American Museum of Natural History i New York City. Det ledes i øjeblikket af astrofysikeren Neil deGrasse Tyson.
Da Hayden Planetarium genåbnede efter renovering i 2000 med en model af vores solsystem med kun otte planeter, som ekskluderede hvad der dengang blev kaldt planeten Pluto, resulterede det i kontroverser. Dværgplaneten blev først omklassificeret af den Internationale Astronomiske Union ved afstemningen d. 24. august 2006.

## Historie
| 1935 | Hayden Planetarium, tegnet af arkitekterne Trowbridge & Livingston, åbner efter sin konstruktion er finansieret af en lån på 650.000 US$ fra Reconstruction Finance Corporation og en 150.000 US$ donation fra bankmand og filantrop Charles Hayden fra Hayden, Stone & Co. Dens mission var at give offentligheden "en mere livlig og oprigtig påskønnelse af størrelsen af universet ... og for de vidunderlige ting, som er daglig forekommende i universet." ("a more lively and sincere appreciation of the magnitude of the universe... and for the wonderful things which are daily occurring in the universe.") |
| 1956 | Joseph M. Chamberlain, ansat som kuratorassistent i 1952, bliver Chairman of the Planetarium. |
| 1960 | En Zeiss Mark IV projector bliver installeret. |
| 1973 | En Zeiss Mark VI projector og nye sæder er installeret. |
| 1979 | Planetariet vises som en kulisse (backdrop) for scener i filmen Manhattan. Woody Allen og Diane Keaton spille figurer, der går rundt i planetariet efter at være flygtet fra et pludselig regnbrud. |
| 1997 | Det oprindelige Hayden Planetarium lukker og nedrives i januar. |
| 1999 | En ny, "skræddersyet" Zeiss Mark IX projector bliver installeret i august. Den er ledsaget af et digitalt kuppel projektion system, der giver en 3-D visualization af universet baseret på billeder genereret i realtid ved en Silicon Graphics.inc supercomputer. |
| 2000 | Den 19. februar åbner Rose Center for Earth and Space, designet af James Polshek, og som indeholder det nye Hayden Planetarium åbner for offentligheden. |